# Milán
Milán – miasto w Kolumbii, w departamencie Caquetá.